# (2266) Чайковский
(2266) Чайковский (лат. Tchaikovsky) — астероид внешней части главного пояса, который был открыт 12 ноября 1974 года советским астрономом Людмилой Черных в Крымской обсерватории и назван в честь великого русского композитора  Петра Ильича Чайковского.